# Цкуара
Цкуара (абх. Цәкәара) или Приморское (груз. პრიმორსკოე) — село в Абхазии, в Гудаутском районе частично признанной Республики Абхазия, согласно административному делению Грузии — в Гудаутском муниципалитете Абхазской Автономной Республики. Расположено к востоку от райцентра Гудаута в равнинной зоне на черноморском побережье, с запада примыкает к городу Новый Афон. До 1925 года село официально именовалось Петропавловское, с 1925 по 1948 — Приморское, с 1967 года — Арсаул. Абхазскими властями в настоящее время в качестве официального названия на русском языке обычно используется Цкуара.
В административном отношении село является административным центром Цкуарской сельской администрации (абх. Цәкәара ақыҭа ахадара), в прошлом Арсаульского (Приморского) сельсовета.

## Географическое положение

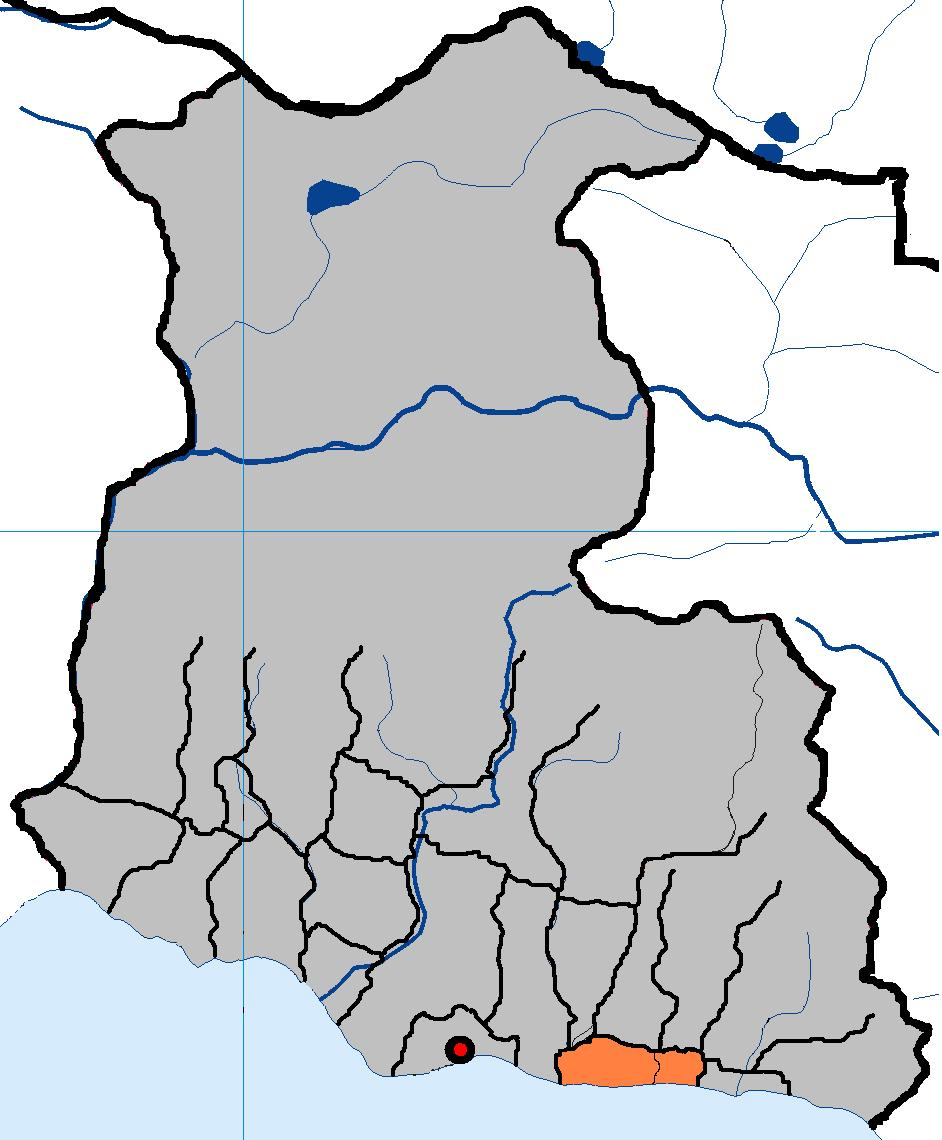
Расположение села Цкуара

Село (администрация) Цкуара исторически включает 11 посёлков (абх. аҳабла):
- Адзхапш
- Акыдра
- Аныха Зху
- Апсыжра Аху
- Аца Аху
- Ачачба Ибна
- Ачануа
- Ачирха
- Кантариа
- Мсры
- Чачишта

На севере Цкуара граничит с сёлами Аацы и Абгархук, на востоке — с городом Новый Афон, на юге территория села выходит к Чёрному морю, на западе — с селом Аацы по реке Аапсы.

## Население
По данным переписи 1959 года в селе Приморское жило 1268 человек, в основном русские и абхазы (в Приморском сельсовете в целом — 2516 человек, в основном армяне и русские, а также абхазы). По данным переписи 1989 года население Приморского (Арсаульского) сельсовета составило 2572 человек, в том числе села Приморское — 721 человек, в основном армяне и абхазы. По данным переписи 2011 года численность населения сельского поселения (сельской администрации) Приморское (Цкуара) составила 1384 жителей, из них 58,8 % — армяне (828 человек), 30,1 % — абхазы (416 человека), 7,7 % — русские (106 человек), 1,2 % — украинцы (16 человек), 0,8 % — грузины (11 человек), 0,5 % — другие (7 человек).
Во второй половине XIX века Петропавловское, как и другие восточные сёла Бзыбской Абхазии, пострадало от мухаджирства — выселения абхазского населения в Турцию — в большей степени, нежели селения, расположенные западнее. К концу XIX века на нынешней территории села оседают славянские переселенцы: русские и украинцы. В советское время в селе быстро растёт численность армянского населения.
Первые данные о населении села относятся к 1926 году. Помимо переселенцев здесь проживают также вернувшиеся из Турции в конце XIX века абхазы.
| Год переписи | Число жителей | Этнический состав                                                         |
| ------------ | ------------- | ------------------------------------------------------------------------- |
| 1926         | 546           | русские 46,7 %; украинцы 28,4 %; абхазы 9,7 %; греки 3,1 %; грузины 2,2 % |
| 1959         | 2516          | армяне, русские, абхазы (нет точных данных)                               |
| 1989         | 2572          | армяне, русские, абхазы (нет точных данных)                               |
| 2011         | 1384          | армяне (58,8 %), абхазы (30,1 %), русские (7,7 %)                         |

В 1970 году село Арсаул (Приморское) посетил академик А. Д. Сахаров.

## Транспорт
По территории села проходит основное шоссе Абхазии, имеется одноимённый разъезд Абхазской железной дороги.

## Происшествия
2 августа 2017 года в 16:30 на складе боеприпасов Министерства обороны Абхазии в селе Приморское произошёл взрыв. Погибли две российские туристки, пострадали 64 человека.